# Eschweilera baguensis
Eschweilera baguensis là một loài thực vật linhin thuộc họ Lecythidaceae.
Loài này chỉ có ở Peru.